# Kötél
A kötél fonalak ill. fémhuzalok összesodrásával, esetleg fonatolásával készült erős, vastag termék. Készülhet textilipari szálasanyagokból, ezen belül elsősorban háncsrostokból, szintetikus szálakból, vagy acélhuzalokból, illetve ezek együttes használatával. A köteleket nagy húzóerő felvételére készítik és alapvetően mozgatásra vagy nagy erők folyamatos statikus kifejtésére használják. Az előbbieknél fontos, hogy hajlékonyak legyenek, a tartóköteleknél viszont a korrózióállóság és a nagy húzószilárdság a legfontosabb. Az emelőgépeken, szállítóberendezésekben, hajózásban használt kötelek hajlékonyak, kötéldobra felcsévélhetők, kis átmérőjű csigán, kötéldobon átvethetők. A kötél nyomóerőt és csavarónyomatékot nem képes felvenni.

## Anyaga
A hagyományos kötelek természetes szálasanyagokból készülnek, anyaguk leggyakrabban kender, de lehet manilakender, pamut, kókuszrost, szizál vagy juta is. Ritkán más szerves szálakat is használnak kötélgyártásra, gyapjút, selymet és emberi hajat. A kötélgyártásban használt mesterséges szálasanyagok közé tartozik a polipropilén, a nejlon, a poliészter, a polietilén és az aramidok. Egyes kötelek többféle anyag felhasználásával készülnek. Rugalmas kötelek gyártásához gumi- vagy gumirugalmas szintetikus (elasztán-) fonalakat is felhasználnak.
A kötelek másik nagy csoportját a sodronykötelek (hétköznapi szóhasználatban drótkötelek) alkotják. A sodronykötelek egy része a hajózásban, emelőgépeken és szállítóberendezésekben teheremelésre és vontatásra szolgál, ezeket futóköteleknek hívják és alapvetően kötéldobokon és kötélkorongokon átvezetve dolgoznak. Más részük tartókötél, ilyeneket használnak a kábelhidaknál, karcsú, magas építmények (tornyok, árbócok, daruk) tartására.
A kötelek felerősítésére sok megoldás született, a hagyományos kötelek rögzítésére és toldására változatos csomókat találtak ki, a sodronyköteleknél pedig ugyanerre a célra kötélszívek, kötélvég-hüvelyek, kötélékek és szorító kengyelek használatosak.

## Története

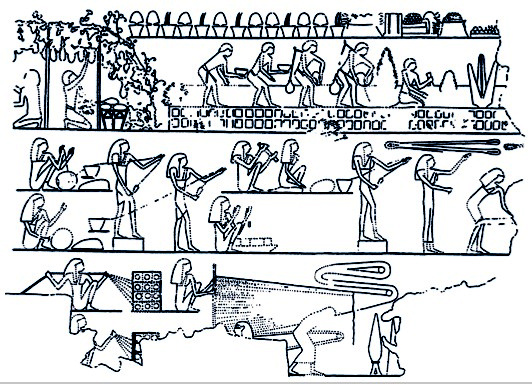
Az ókori egyiptomiak voltak az elsők, akik dokumentálták a kötélgyártást

A kötelet már a történelem előtti időktől kezdve használta az ember vadászatra, vontatásra, lekötésre, összekötésre, szállításra, emelésre és mászásra, az emberiség technológiai fejlődése során mindig szerepet játszott. Az első "kötelek" valószínűleg vadon nőtt liánok és kúszónövények lehettek, melyeket hamar követték az első próbálkozások ezeknek az összefonásával és sodrásával. Két pászmából font fosszilis kötél mintegy 17 000 éves maradványait tárták fel a Lascaux-i barlangban. Peruban az i.e. 14-13. századból származó kötél- és szövetmaradványokat találtak az Andok egyik barlangjában.
Az ókori egyiptom volt valószínűleg az első civilizáció, amely speciális kötélverő eszközöket fejlesztett ki. A szalmából készült egyiptomi kötelek i.e. 4000-3500 évvel jelentek meg. Az ókorban ezen kívül datolyapálma, len, füvek, papirusz rostjaiból és bőrből is készítettek kötelet. Az ilyen kötelek segítségével szállították munkások ezrei a kőtömböket a piramisok építéséhez. I.e. 2800-tól kezdtek kenderkötelet használni Kínában. Az ezt követő évszázadokban egész Ázsiában és Európában elterjedt a kötél alkalmazása és a kötélgyártás.
A középkorban (a 13-18. század) a brit szigetektől Itáliáig olyan kötélverő műhelyekben készítették a kötelet, amelyek igen hosszú folyosóból álltak. Itt a kötélpászmákat az épület teljes hosszában kifeszítették, majd összesodorták. A kötél hosszát így megszabta a kötelverő műhely mérete. Az ilyen módon készített kötelek hossza elérte a 100 métert, amire a nagy vitorláshajókon volt szükség. A tengerészetben használt hossz mértékegység a cable length (kábelhossz) is ehhez a technológiához kapcsolódik, egy (imperial) kábelhossz egyenlő egytized tengeri mérfölddel. Ha hosszabb kötélre volt szükség, két vagy több rövid kötelet összefontak. Az összefonás helyén a kötél vastagabb volt mint egyébként, ami nehézséget okozott a kötéldobra csévéléskor, vagy a kötélkorongon való áthaladásnál.

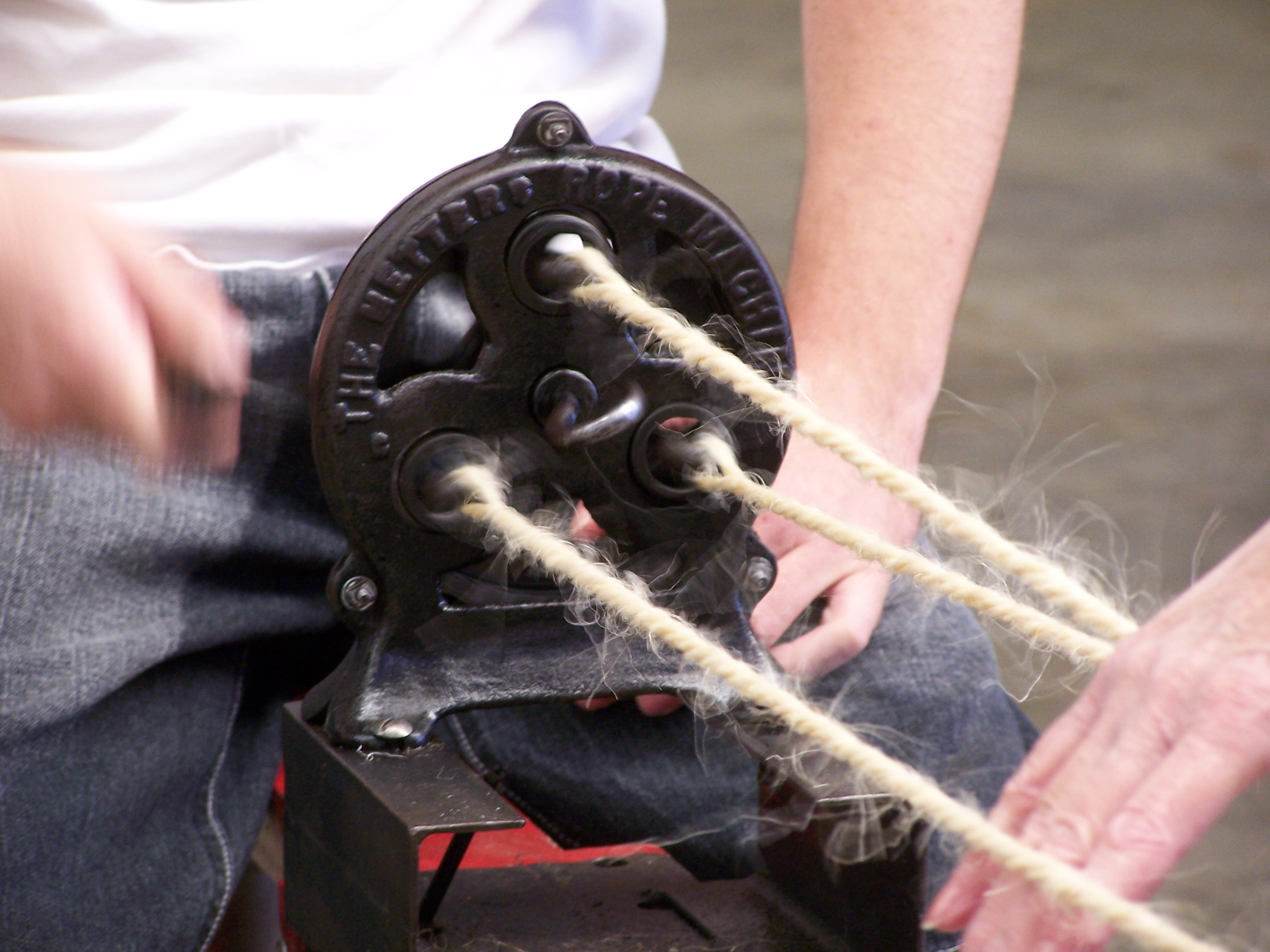
Kötélkészítés egy 1928-ban készült Metters géppel
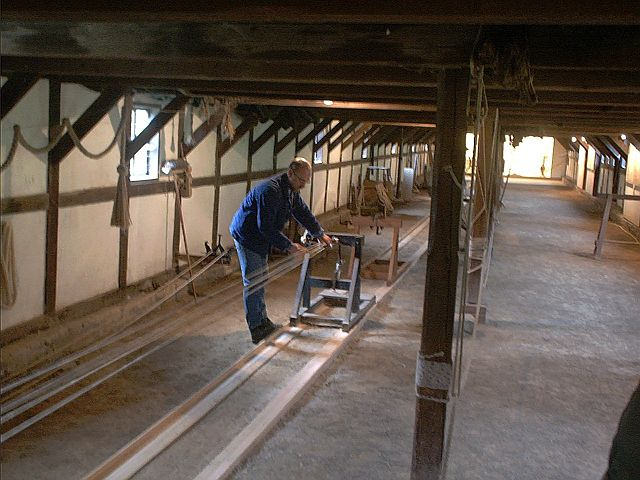
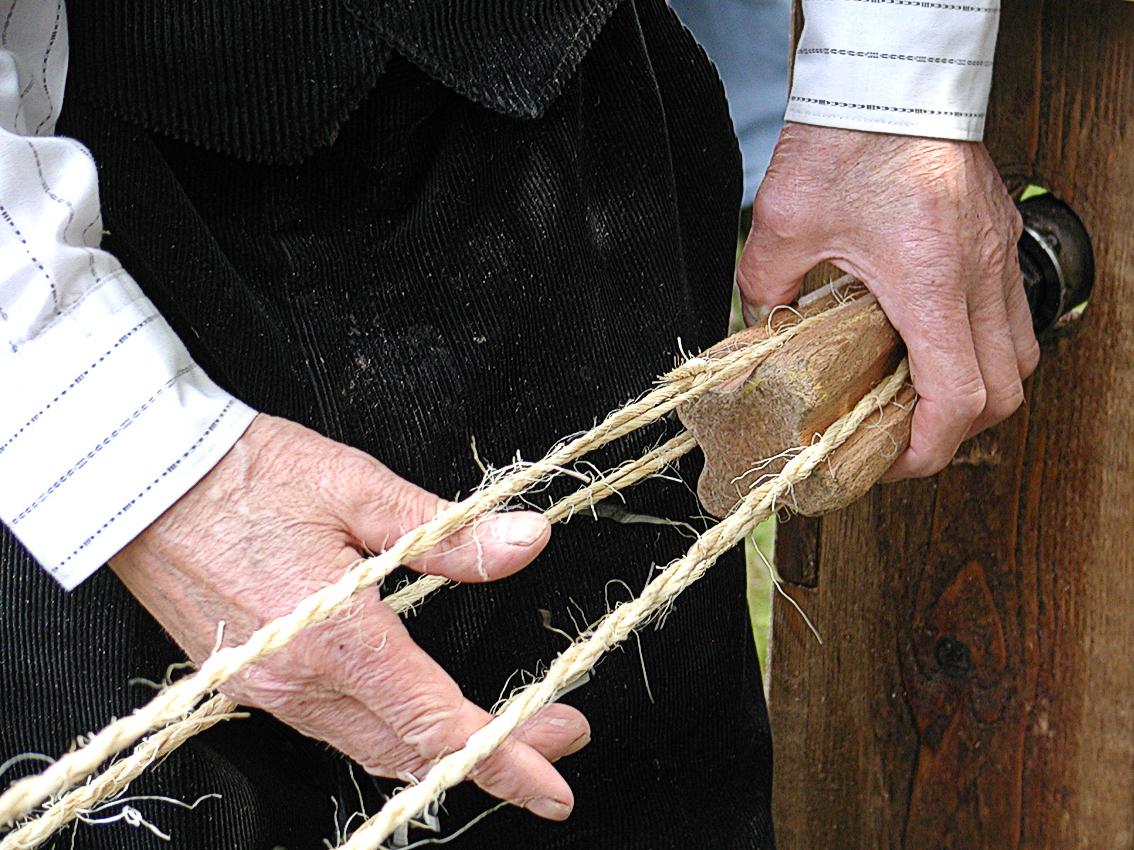
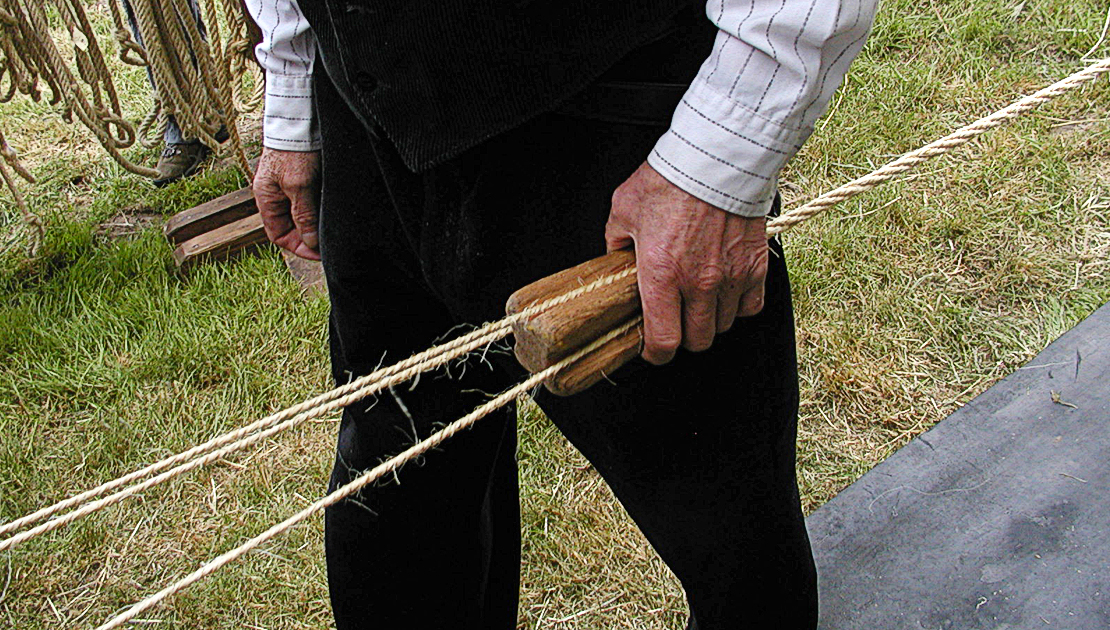

Leonardo da Vinci néhány vázlatot rajzolt egy kötélkészítő gépről, de mint sok más találmányát, ezt sem valósították meg. Az 1700-as évektől kezdve több kötélverő gépet szabadalmaztattak és építettek meg. Ma is készítenek még hagyományos anyagokból köteleket, de az 1950-es évektől kezdve a mesterséges szálakból vert kötelek lettek a leggyakoribbak.
A korszerű sodronykötelet Wilhelm Albert német bányamérnök találta fel 1831-34 között. Ezt a találmányát a Harz hegységbeli Clausthal bányájában alkalmazta. A sodronykötél gyorsan elterjedt, mivel sokkal előnyösebb tulajdonságokkal bírt a korábban használt kenderkötelekhez és fémláncokhoz képest. Az első sodronykötelek kenderkötél mag köré font 6 csavart sodronypászmából álltak. A legkorábbi sodronyköteleknél ez éppen fordítva volt: a központi acélsodrony pászmát borította kenderfonat. Amerikában John Augustus Roebling fejlesztette tovább a sodronykötelet függőhidak tartókötelei számára.

## A kötelek szerkezete

### Sodrott (vert) kötél

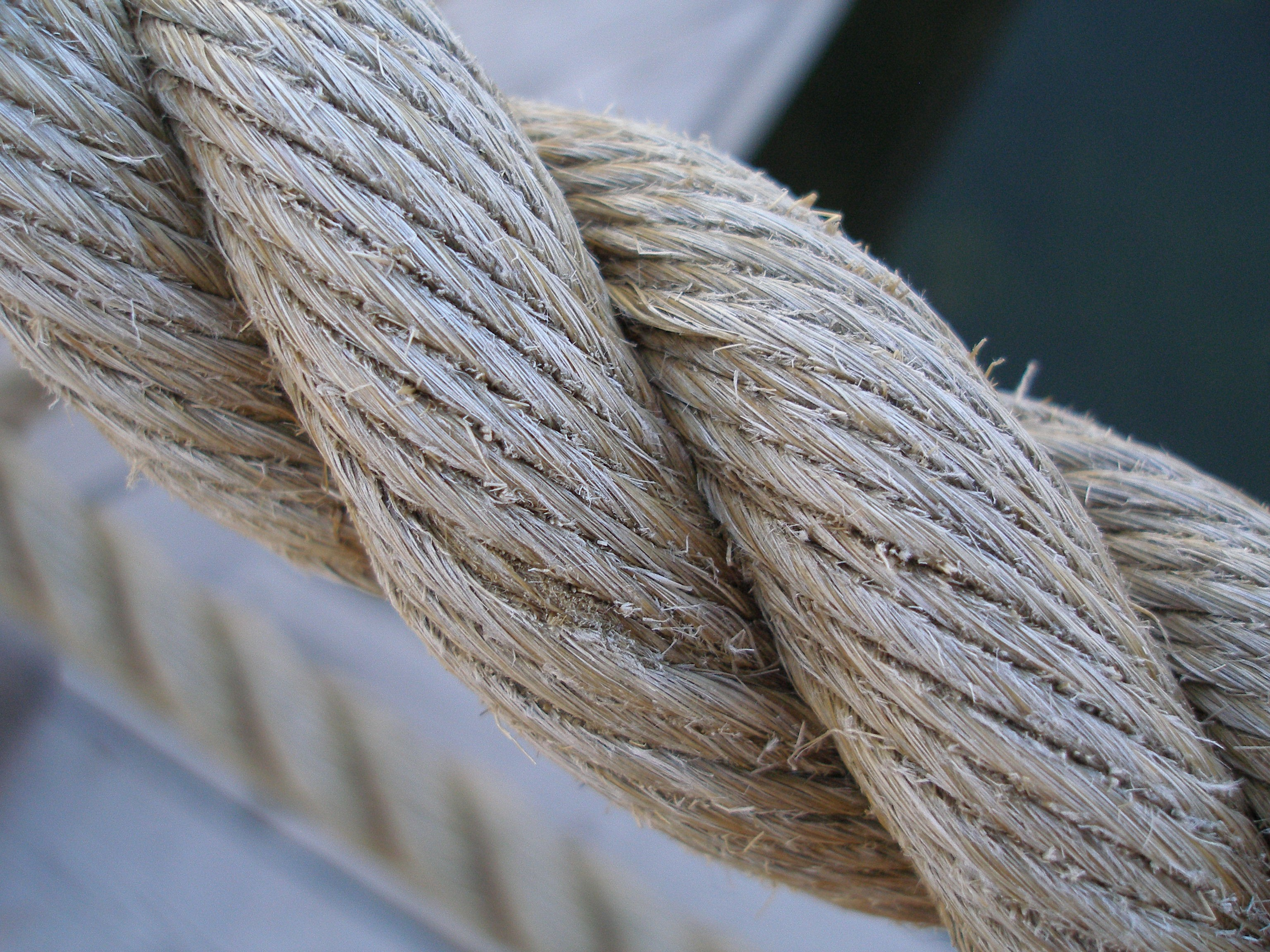
Hárompászmás, keresztsodrású kötél

A sodrott (vert) kötelek szerkezete – függetlenül attól, hogy sodronykötélről vagy hagyományos textilanyagból készült kötélről van-e szó – túlnyomórészt egyforma felépítésű. A növényi szálasanyagból vert kötelek készítésében három fázis különül el. Először a textiliparban ismert fonással fonalakat készítenek. A fonás során a hosszirányba rendezett egyedi szálak kötegét megcsavarják és felcsévélik. A második fázisban legalább három fonalat összesodornak (cérnáznak), ami már lényegében egy vékonyabb kötélnek tekinthető; ezt a kötélgyártó iparban pászmának nevezik. Végül több (legalább három) pászma összesodrásából alakítják ki a kötelet. Az egyes fázisoknál a sodrás iránya általában ellentétes, tehát ha az első cérnázás jobb sodrattal készül, az így előállított pászmákat bal sodrattal egyesítik, majd a végleges kötél ismét jobbsodratú lesz. Erre azért van szükség, hogy a teher alatt a kötél lehetőleg ne legyen hajlamos kipörgésre.
Az egyes fonalakban a véges hosszúságú elemi szálakat a súrlódás tartja össze. A sodrat csavarvonal alakú, ezért amikor húzóerő terheli, kissé megnyúlik és kisebb lesz a térbeli csavarvonal átmérője. A sodrás következtében a szálak úgy érintkeznek egymással, hogy a kötélerő növekedése önműködően növeli a szálakat egymáshoz szorító felületi normális erőt, így ezzel arányosan a súrlódási erőt is. Ezt a működést a műszaki terminológia önzárásnak nevezi és sok más alkalmazása is van. Ebből következik, hogy a kötél húzószilárdságát nem a súrlódás határolja be, hanem az elemi szálak szakítószilárdsága. Ez a kötél működésének mechanikai alapelve és legalább olyan zseniális találmánya a történelem előtti idők ismeretlen technikusának, mint a kerék vagy az egyszerű gépek. A kötél másik kiváló tulajdonsága a hajlíthatósága, amit annak köszönhet, hogy az elemi szálak vékonyak, ezért hajlítómerevségük nagyságrenddel kisebb, mint az ugyanolyan keresztmetszetű (és ezért azonos húzószilárdságú) tömör hengeres rúdé. A sodronyköteleknél ehhez még az a további előny is járul, hogy a vékony huzalok anyagának szakítószilárdsága nagyobb, mint a tömör rúdé, mivel a fémkristályok a dróthúzás során a huzal hossztengelye irányába rendeződnek, kedvezőbb lesz a fém szövetszerkezete. A súrlódás segít abban is, hogy az egyes elemi szálak között egyenletesen oszoljék meg a húzóerő.
A vert köteleket 5‑60 mm átmérővel készítik (5 mm alatti átmérő esetén zsinórról beszélünk). Ha az ilyen felépítésű kötelek vastagsága és szilárdsága nem elegendő, 3 vagy 4 kötél összesodrásával ún. kábelkötelet állítanak elő 60‑120 mm vastagságban.
Különleges esetekben, pl. hajtóművekhez szalagkötelet használnak, amit több párhuzamosan vezetett kötél összevarrásával állítanak elő.

### Fonatolt kötél

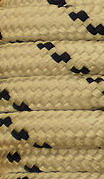
Fonatolt kötél

Néhány különleges kötél fonatolással készül, ez lényegében hasonló módszer, ahhoz, ahogy a lányok befonják a hajukat. Ezekben a fonatolt kötelekben a fonalak ill. a belőlük alkotott pászmák nincsenek megcsavarva, csak egymást kerülgetve fonódnak össze. Ilyen köteleket főleg olyan helyen használnak, ahol fontos, hogy terhelés alatt a kötél ne legyen hajlamos a forgásra. A hegymászókötelek is ezzel a módszerrel készülnek.
A fonatoló gépek működése: A fonatoló gép alaplapjában ún. máltai keresztekre helyezett fonatoló babák haladnak egymással szembe.
A máltai keresztek érintkező pontján váltók terelik a babákat a felváltva jobb, illetve bal irányban.
A normál fonatolásnál egyenként kerülgetik egymást a babák, ez sima felületű fonatképet eredményez.
Ha párosával haladnak a babák, rusztikus zsinór lesz az eredmény.
A babák száma szerint 12, 16, 24, 36, 48, illetve 60 babás fonatológépekről beszélünk.(60 babás gép Magyarországon összesen kettő van.) 
A fonatolt köteleket max. 30 mm átmérőig készítik, 2‑60 alapfonal felhasználásával.

### Sodronykötelek

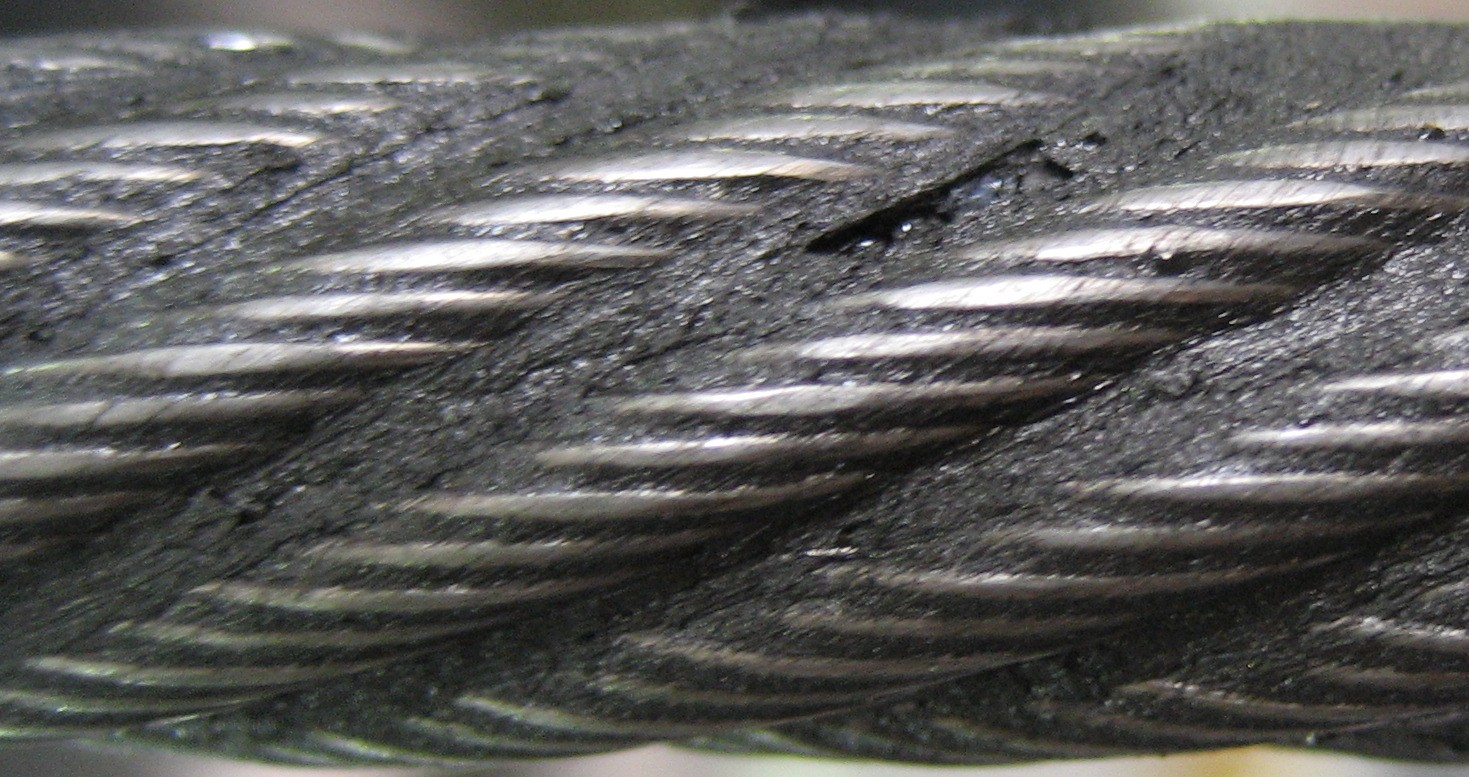
Balsodrású keresztsodrású kötél

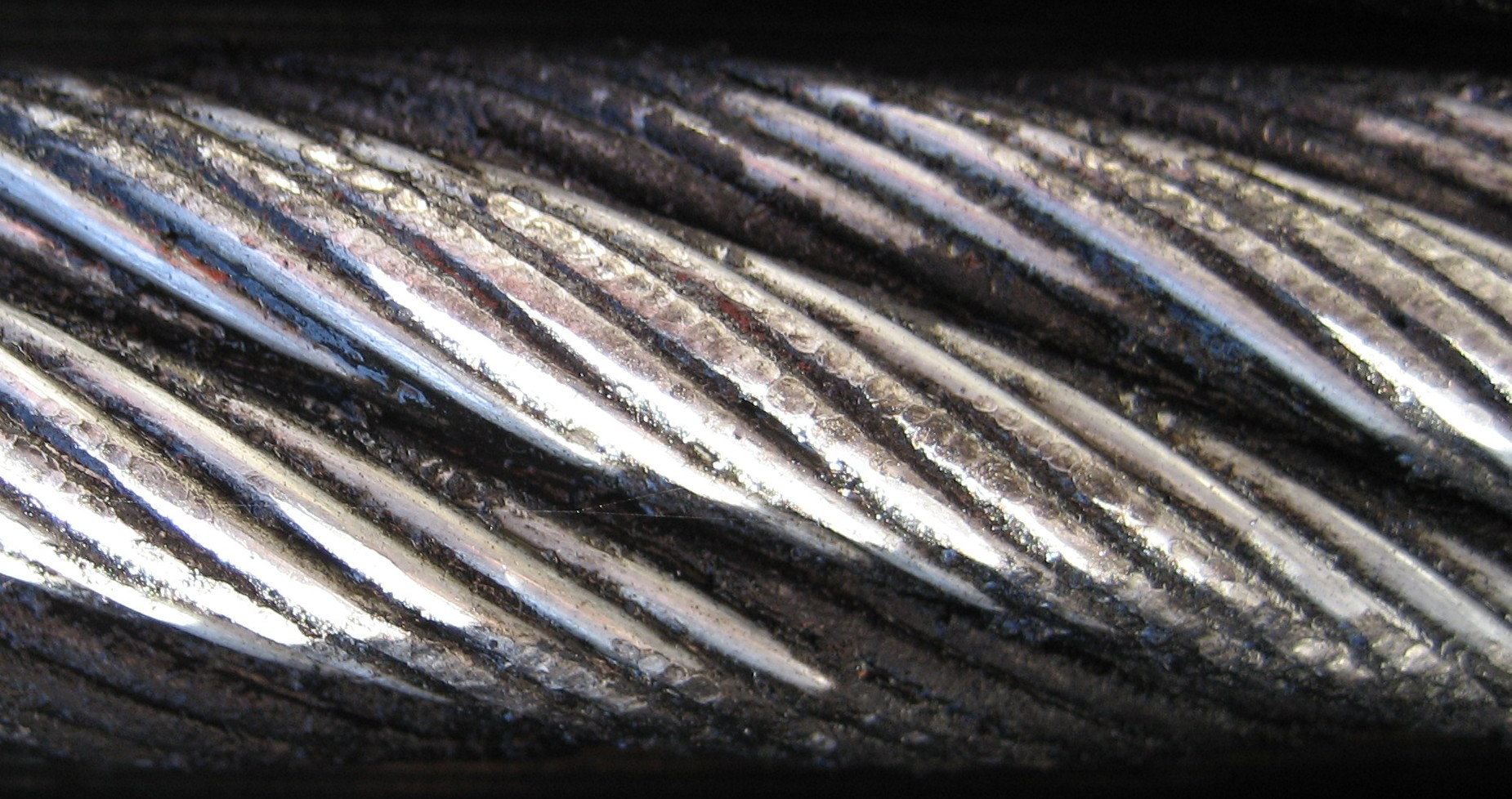
Jobbsodrású hosszsodrású kötél

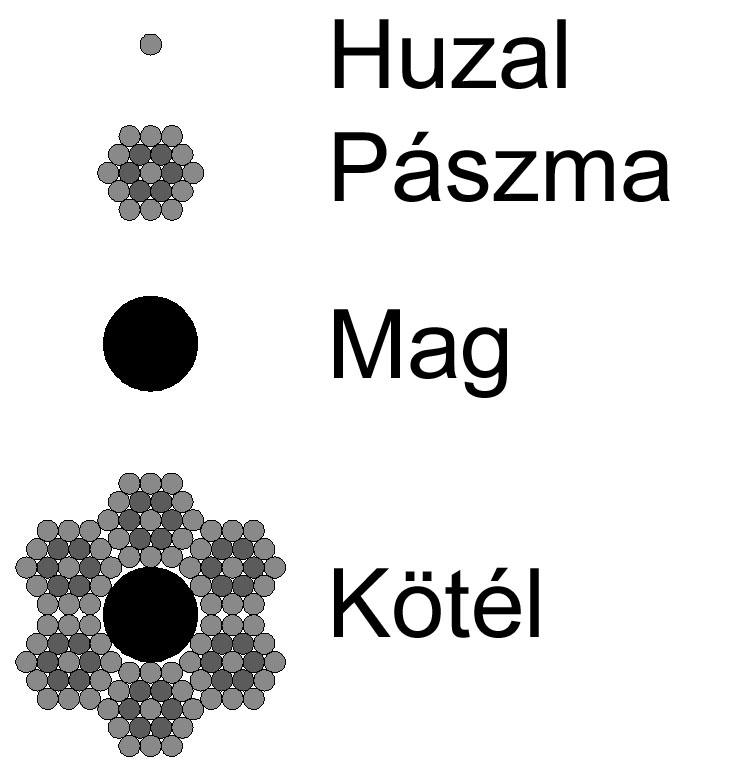
Acélsodronykötél keresztmetszete

A sodronykötelek húzószilárdsága sokkal nagyobb a textilszálakból készült kötelekénél. A futókötelek és tartókötelek szerkezete általában eltérő. A futóköteleknél a hajlításból származó feszültség a húzó igénybevételhez képest jelentős. Ez a kötél szálainak fáradását okozza, ugyanis a kötéldobra és a kötélkorongokra való fel- és lefutás során ismételt hajlítást szenvednek. Ide tartoznak a daruk, felvonók, csörlők, siklók, sodronykötélpályák kötelei. Álló kötelekben a hajlításból származó feszültség lényegesen kisebb a húzófeszültségnél, és a statikus terhelés miatt nem lép fel kifáradás.
A sodronykötelek készülhetnek kis szakítószilárdságú lágy acélból, ezek több hajlítgatást bírnak el, mint a nagyszilárdságú acélból készültek, de gyorsabban kopnak. A nagyszilárdságú huzalból készült kötelek hajlékonyabbak (kisebb kötéltárcsát igényelnek), de merevebbek és törékenyebbek. Ugyanígy az azonos összkeresztmetszetű kötelek közül a vékonyabb huzalból készültek hajlékonyabbak, de gyorsabban kopnak és kevésbé korrózióállóak.
A sodronykötelek pászmáit általában hagyományos kenderkötélből készült mag köré fonják. A magot és a pászmát is kenik. Olyan helyeken, ahol fontos, hogy a kötél átmérője a terheléstől függetlenül állandó maradjon, acélbetétet (magot) használnak, ám ezek a kötelek kevésbé hajlékonyak. A gyakrabban használt keresztsodrású köteleknél a pászma huzaljai és a kötél pászmái ellenkező sodrásúak (bal-jobb vagy jobb-bal). A hosszsodrású kötelek huzaljainak és pászmáinak sodrásiránya azonos. A keresztsodrású kötelek élettartama általában nagyobb, mert nagyobb felülettel érintkeznek a kötéldobbal vagy tárcsával, így kisebb a kopásuk. Ezzel szemben a hosszsodrású kötél hajlamosabb a kötélforgásra és a hurokképződésre.
Általában hat- vagy nyolcpászmás sodronyköteleket alkalmaznak.
A hordozó kötelek statikus húzóterhelése miatt a hajlékonyság nem elsődleges szempont, viszont fontos a korrózióállóság. Emiatt nagyobb huzalátmérőjű sodronyköteleket használnak (teher-kötélpályákhoz 3–5 mm, személyszállító kötélpályákhoz 2–3 mm átmérővel). A hordozókötelek általában egyszer sodrott kötelek, melyekben az egymást követő sodratrétegek általában ellenkező irányúak (jobbsodrat után balsodrat jön és viszont). Kötélpályákhoz az egyszerű spirálkötelek nem alkalmasak, mert a huzalok közé befolyik a vz és korróziót okoz. Ilyen helyen zárt szerkezetű köteleket használnak, melyeknél a legkülső réteg huzalai nem körkeresztmetszetűek, hanem olyan alakkal készülnek, melyek kölcsönösen lezárják a víz útját a kötél belseje felé.

## Gumikötél

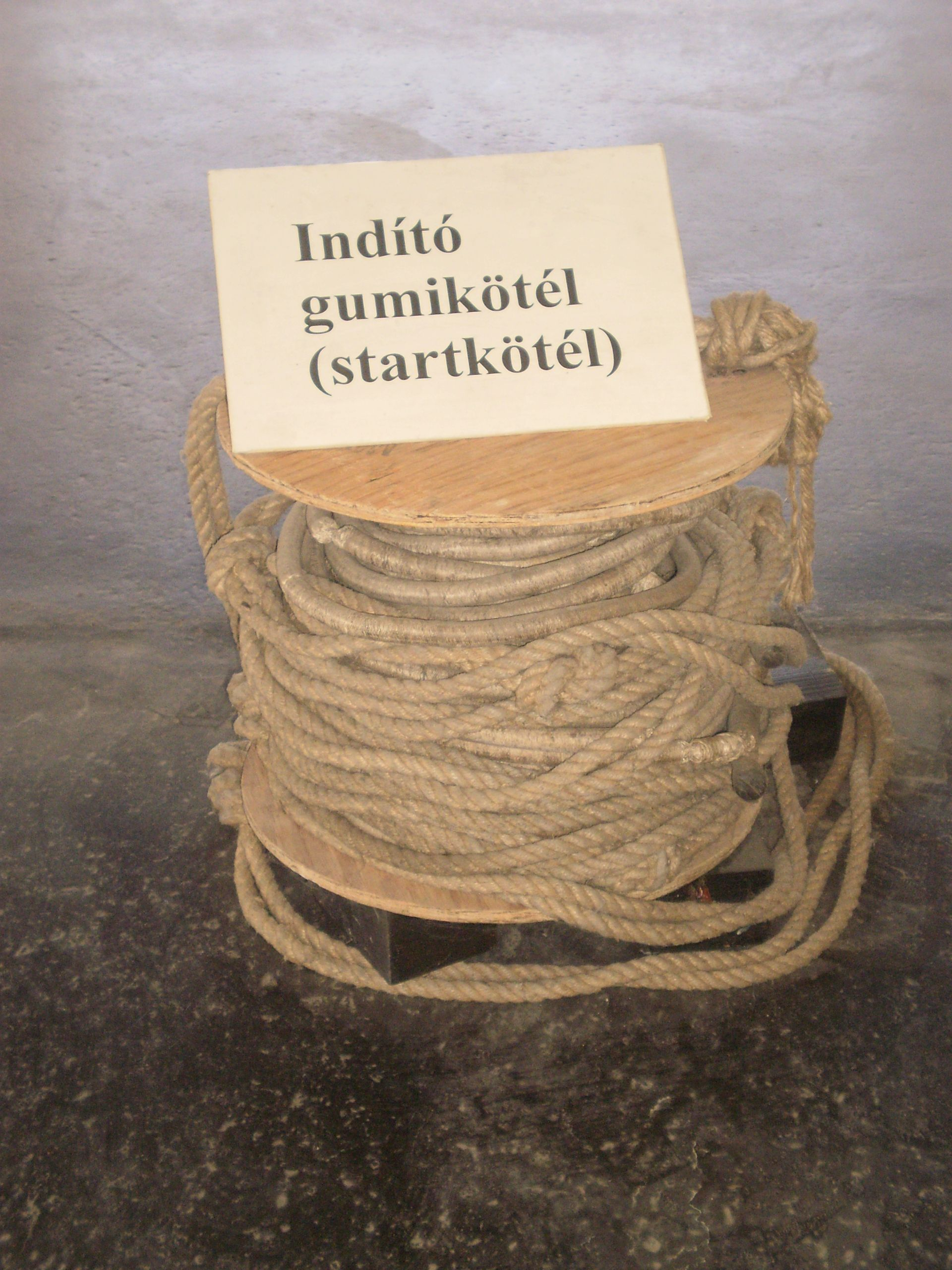
Gumikötél

A vitorlázórepülés hőskorában az indítást gumikötél segítségével hajtották végre. A kötél közepére erősített karikát a repülőgép orrán lévő horogba helyezték, a kötél két végét "V" alakban kifeszítették, két szárát néhány ember megfogta, majd elkezdtek futni a kötéllel, amely igen lágy gumiból készült és jelentősen megnyúlt. Amikor eléggé megfeszült a kötél, a lefogó kötelet elengedték és a gumikötélben felhalmozódott energia elindította a gépet, mintha csúzliból lőtték volna ki. Ekkor a pilóta kioldotta a horgot, de ha netán elfeledkezett volna róla, a gumikötél karikája magától is lekapcsolódott a kötél kilazulásakor.

## Külső hivatkozások
- Fonatolt kötél gyártása (film) (angol nyelven) Archiválva 2024. január 1-i dátummal a Wayback Machine-ben